# Rassemblement guinéen pour l'unité et le développement
Le Rassemblement guinéen pour l'unité et le développement est un parti politique guinéen.
C'est l'un des 24 partis ayant participé à l'élection présidentielle de 2010. Son candidat, Abraham Bouré, il a été éliminé au 1er tour, avec 0,12% des suffrages.
En 2012, c'est l'un des 44 partis qui rejoignent la coalition RPG-Arc-en-Ciel d'Alpha Condé.
En 2020, participe aux élections législatives et obtient 0,19% de voix ainsi 28ème place et zéro siège a l'assemblée nationale.